# Beauden Barrett
Beauden John Barrett (Nova Plymouth, 27 de maig de 1991) és un jugador neozelandès de rugbi que s'exerceix com a obertura. Normalment és un jugador titular dels All Blacks.

## Carrera
Va debutar en primera divisió l'any 2010 amb Taranaki RFU de la National Provincial Championship. L'any 2011 va debutar en el Super Rugby, en ser contractat pel Hurricanes, una de les franquícies neozelandeses.

## Selecció nacional
Va ser convocat a la selecció nacional del seu país l'any 2012, des d'any integra l'equip nacional en totes les ocasions.
En 2015 és seleccionat per formar part de la selecció neozelandesa que participa en la Copa Mundial de Rugbi de 2015. En el segon partit de la fase de grups contra Namíbia, que va acabar amb victòria neozelandesa 58-14, Barrett va contribuir a la victòria de l'equip amb un assaig, quatre conversions i un cop de càstig. En la semifinal Nova Zelanda-Sud-àfrica, guanyada pel primer dels dos equips 20-18, Beauden Barrett va entrar en el minut 48, substituint a Milner-Skudder, i va anotar el segon dels dos assaigs del seu equip, en el minut 51. En la final de la Copa Mundial, que Nova Zelanda va guanyar a Austràlia 17-34, Beauden Barrett va anotar el tercer i últim dels assajos del seu equip col·laborant perquè Nova Zelanda entrés en la història del rugbi en ser la primera selecció que guanya el titulo de campió en dues edicions consecutives.

### Participacions en Copes del Món
| Mundial                       | Seu        | Resultat | PJ | Assaig |
| ----------------------------- | ---------- | -------- | -- | ------ |
| Copa Mundial de Rugbi de 2015 | Anglaterra | Campió   | 6  | 3      |

## Palmarès
- Campió del The Rugby Championship 2012, 2013.i 2014.
- Copa del Món de Rugbi de 2015